# A Fábrica de Nada
A Fábrica de Nada é um filme português do género drama comédia, realizado e escrito por Pedro Pinho, Luísa Homem, Leonor Noivo e Tiago Hespanha, com base na ideia de Jorge Silva Melo e na peça teatral De Nietsfabriek da escritora holandesa Judith Herzberg. É protagonizado por Carla Galvão, José Smith Vargas, Américo Silva e Dinis Gomes. A sua estreia mundial ocorreu a 25 de maio de 2017 na Quinzena dos Realizadores, durante a septuagésima edição do Festival de Cannes, onde venceu o Prémio da Federação Internacional de Críticos de Cinema. Estreou-se em Portugal a 21 de setembro de 2017, e em França a 13 de dezembro do mesmo ano.

## Elenco
O elenco do filme é composto pelos actores: 
- Carla Galvão
- José Smith Vargas
- Njamy Sebastião
- Joaquim Bichana Martins
- Daniele Incalcaterra
- Rui Ruivo
- Hermínio Amaro
- António Santos
- Américo Silva
- Dinis Gomes

## Reconhecimentos
| Ano  | Prémios                                       | Categorias                                              | Destinatários e nomeados | Resultado       | Referências  |
| ---- | --------------------------------------------- | ------------------------------------------------------- | ------------------------ | --------------- | ------------ |
| 2017 | Festival de Cannes                            | Prémio da Federação Internacional de Críticos de Cinema | A Fábrica de Nada        | Venceu          | [ 2 ] [ 5 ]  |
| 2017 | Festival de Cinema de Munique                 | Prémio CineVision de melhor novo filme                  | A Fábrica de Nada        | Venceu          | [ 6 ] [ 7 ]  |
| 2017 | Festival de Cinema de Jerusalém               | Prémio Espírito da Liberdade de melhor filme            | A Fábrica de Nada        | Indicado        | [ 8 ]        |
| 2017 | Valdivia International Film Festival          | Prémio do Público                                       | A Fábrica de Nada        | Venceu          | [ 9 ]        |
| 2017 | Torino Film Festival                          | Fondazione Sandretto Re Rebaudengo Prize                | A Fábrica de Nada        | Venceu          | [ 9 ]        |
| 2017 | Torino Film Festival                          | Prémio Gandhi's Glasses                                 | A Fábrica de Nada        | Menção Especial | [ 9 ]        |
| 2017 | Festival de Cinema Europeu de Sevilha         | Giraldillo de Oro - Prémio para Melhor Filme            | A Fábrica de Nada        | Venceu          | [ 10 ]       |
| 2017 | Prêmio Ibero-Americano de Cinema Fênix        | Prémio Fénix de melhor montagem                         | A Fábrica de Nada        | Venceu          | [ 11 ]       |
| 2018 | Prémios NICO da Academia Portuguesa de Cinema | Prémio Jovem Realizador                                 | A Fábrica de Nada        | Venceu          | [ 4 ]        |
| 2018 | Prémios Sophia                                | Melhor Argumento Adaptado e Melhor Montagem             | A Fábrica de Nada        | Venceu          | [ 4 ] [ 12 ] |
| 2018 | Festival de Cinema de Taipei                  | Prémio Novo Talento                                     | A Fábrica de Nada        | Venceu          | [ 9 ]        |